# Slaget om Gondar
Slaget om Gondar var det sidste slag med italienske styrker i Italiensk Østafrika under 2. verdenskrig. Slaget fandt sted i november 1941, under Felttoget i Østafrika. Det italienske garnison på 40.000 mand var ledet af General Guglielmo Nasi.

## Baggrund
Efter nederlaget med de italienske styrker under Slaget om Keren den 1. april 1941, trak mange af de sidste italienere tilbage til tre byer: Amba Alagi, Jimma og Gondar. Amba Alagi faldt i maj og Jimma faldt i juli.

## Kulkaber
Den 13. november angreb en blandet styrke fra den britiske 12. afrikanske division under Major-General Charles Fowkes hjulpet af etiopiske militsfolk deres hovedforsvarsposition i Kulkaber, men angrebet blev stoppet. Men et nyt angreb en uge senere på Kulkaber blev en succes.

## Bjergpas erobret
Der var to bjergpas hvor man kunne se over byen. Bjergpasene var kontrollet af italienske styrker . De blev angrebet af to brigader fra den britiske 12. afrikanske division og to italienske grupper i passet blev afskåret og blev tvunget til at overgive sig, da deres forsyninger røg ud.

## Gondar by overgiver sig
Da de allierede tropper havde overtaget pasene, kunne de nu se over byen og det italienske garnison under General Nasi i byen blev angrebet på den 27. november og de overgav sig efter Kenya Armoured Car Regiment havde fået kontrol over udkanten af byen.